# Aleksei Lezin
Aleksei Lezin (n. 27 februarie 1973, Q4531909⁠(d), RSFS Rusă, URSS) este un boxer ce a reprezentat Rusia, medaliat olimpic. A participat la 2 ediții ale Jocurilor Olimpice (1996, 2000) în care a câștigat o medalie de bronz.